# Vitrinella tiburonensis
Vitrinella tiburonensis är en snäckart som beskrevs av John Wyatt Durham 1942. Vitrinella tiburonensis ingår i släktet Vitrinella och familjen Vitrinellidae. Inga underarter finns listade i Catalogue of Life.